# ام.آی.ای.
ماتهانگی "مایاً آرولپرگاسم (انگلیسی: Mathangi Arulpragasam; تامیلی: மாதங்கி 'மாயா' அருள்பிரகாசம்، زاده ۱۸ ژوئیه ۱۹۷۵) که بیش‌تر با نام هنریش ام.آی.ای. (M.I.A.‎) شناخته می‌شود (که نخستای واژگان Missing In Action است) خواننده، ترانه‌نویس، رَپِر، تهیه‌کننده موسیقی، نقاش و کارگردان موزیک ویدیوی انگلیسی است که اصلیتی سریلانکایی دارد. آهنگ‌های او ترکیبی از موسیقی هیپ هاپ، الکترونیکا، دنس، آلترنیتیو و موسیقی جهان است.

## آلبوم‌ها
- Arular - ۲۰۰۵
- Kala - ۲۰۰۷
- Maya - ۲۰۱۰

## جایزه‌ها
برخی از مهم‌ترین جایزههایی که‌ام. آی.ای. به دست آورده یا کاندید شده به شرح زیر است:
- نامزد جایزه اسکار برای بهترین موسیقی متن
- نامزد جایزه بریت برای بهترین هنرمند تک زن بریتانیا
- نامزد جایزه گرمی در سال ۲۰۰۹ برای بهترین ضبط سال و بهترین آهنگ رپ سال
- بهترین هنرمند سال از نگاه مجله اسپین در سال ۲۰۰۵
- بهترین آلبوم سال از نگاه مجله رولینگ استون و مجله بلندر در سال ۲۰۰۵ برای Kala
- ۱۰۰ شخصیت تأثیرگذار مجله تایمز در سال ۲۰۰۹